# 岩船村
岩船村（いわふねむら）は茨城県東茨城郡にかつて存在した村である。

## 地理
- 現在の城里町の北部、旧桂村の西部に位置する。
- 八溝山地に位置し、村域のほとんどは山がちな地形である。

## 歴史

### 村域の変遷
- 1889年（明治22年）4月1日 - 町村制施行により、孫根村・高根村・岩船村・錫高野村・北方村・高久村が合併し東茨城郡岩船村が発足。
- 1955年（昭和30年）2月11日 - 岩船村は圷村・沢山村ととも合併し桂村が発足。岩船村は消滅。

変遷表
| 1868年 以前 | 1868年 以前 | 明治22年 4月1日 | 昭和30年 2月11日 | 平成17年 2月1日 | 現在   |
| ----------- | ----------- | --------------- | ---------------- | --------------- | ------ |
|             | 孫根村      | 岩船村          | 桂村             | 城里町          | 城里町 |
|             | 高根村      | 岩船村          | 桂村             | 城里町          | 城里町 |
|             | 岩船村      | 岩船村          | 桂村             | 城里町          | 城里町 |
|             | 錫高野村    | 岩船村          | 桂村             | 城里町          | 城里町 |
|             | 北方村      | 岩船村          | 桂村             | 城里町          | 城里町 |
|             | 高久村      | 岩船村          | 桂村             | 城里町          | 城里町 |

## 人口・世帯

### 人口
総数 [単位： 人]
| 1891年（明治24年） | 2,686 |
| 1920年（大正 9年） | 3,444 |
| 1935年（昭和10年） | 3,249 |
| 1950年（昭和25年） | 4,170 |

### 世帯
総数 [単位： 世帯]
| 1920年（大正 9年） | 767 |
| 1935年（昭和10年） | 671 |
| 1950年（昭和25年） | 759 |

## 交通

### 鉄道
- 茨城交通
  - 茨城線（1968年6月16日に営業廃止）
    - 常陸岩船駅